# L'Attaque du requin à deux têtes
Série
L'Attaque du requin à trois têtes
(2015)
Pour plus de détails, voir Fiche technique et Distribution.
L'Attaque du requin à deux têtes ou Sharks, silencieux et mortels en DVD (2-Headed Shark Attack) est un film d'horreur américain réalisé par Christopher Ray et distribué par The Asylum, sorti directement en vidéo en janvier 2012 aux États-Unis.
En France, il a été diffusé le 31 mai 2012 sur Syfy Universal à l'occasion du mois spécial Baignade Interdite et le 27 août 2014 sur NRJ 12.

## Synopsis
Un groupe de wakeboarders est attaqué et dévoré par un grand requin blanc à deux têtes.
Le professeur Franklin Babish (Charlie O'Connell) et son épouse, Anne (Carmen Electra) naviguent sur le Sea King avec à bord un groupe d'étudiants : Kate (Brooke Hogan), Paul, Cole, Haley, Allison, Kirk, Dana, Jeff, Mike, Ryan, Jamie, Alex, Kristen, Lyndsey, Ethan, Liza, Michelle... Il y a également à bord les membres de l'équipage : Laura, Han et Dikilla. Le navire heurte un requin mort. Le requin se loge dans l'hélice, endommageant la coque et lui faisant prendre l'eau. Laura décide d'appeler de l'aide avec la radio. Le requin à deux têtes attaque le bateau et brise l'antenne radio, interrompant l'appel à l'aide. Le professeur Babish et les étudiants embarquent sur le canot pneumatique et se réfugient sur un atoll désert proche. Anne reste sur le Sea King avec Laura, Han et Dikilla. Laura enfile l'équipement de plongée et essaie de ressouder la coque du navire. Elle est rapidement dévorée par le requin à deux têtes.
Le professeur Babish et les étudiants explorent l'atoll. Ils découvrent un village de pêcheurs abandonné. Ils partent à la recherche de ferraille pour réparer le bateau. Haley, Allison et Kirk décident d'aller se baigner. Ils sont attaqués et dévorés par le requin à deux têtes. Les autres trouvent deux petits hors-bords. L'atoll et secoué par un tremblement de terre, qui fait tomber le professeur Babish qui est gravement blessé à son mollet droit. Dana panse la jambe de Babish avec sa chemise. Jeff et Mike l'accompagnent jusqu'au Sea King à bord du canot pneumatique. Sur le chemin du retour, Jeff et Mike découvrent la main coupée de Laura dans l'eau. Ils sont attaqués par le requin à deux têtes et sont dévorés en tentant de rejoindre le Sea King à la nage.
Kate et Paul parviennent à réparer les deux petits hors-bords. Cole trouve du carburant pour remplir les réservoirs. Cole, Ryan, Jamie et Alex embarquent à bord du premier hors-bord, dont le moteur est plus puissant. Kate, Paul et Dana les suivent sur l'autre hors-bord. Le requin à deux têtes attaque le premier hors-bord. Ryan tombe à l'eau et se fait dévorer. Paul déduit que le requin à deux têtes est attiré par le premier hors-bord, car c'est celui dont le moteur est le plus puissant. Cole fait la même déduction, il se jette à l'eau et s'éloigne à la nage. Le requin à deux têtes percute le hors-bord, Jamie et Alex tombent à l'eau et sont dévorés. Les autres parviennent à retourner sur l'atoll. Kate, furieuse du comportement de Cole, le frappe d'un coup de poing au visage. Ceux qui étaient à bord du Sea King l'abandonnent et rejoignent l'atoll à bord du canot pneumatique.
L'atoll est à nouveau secoué par un tremblement de terre. Le groupe comprend que les tremblements de terre sont provoqués par l'effondrement de l'atoll sur lui-même. Kate est la seule à savoir faire les soudures sous l'eau pour réparer la coque fissurée du Sea King. Suivant une proposition de Paul, le groupe attire le requin à deux têtes avec des décharges électromagnétiques à l'opposé de l'atoll en immergeant des poteaux métalliques reliés à un générateur, pendant que Kate va réparer le Sea King. Kate et Cole retournent sur le Sea King à bord du canot pneumatique. Kate enfile l'équipement de plongée et ressoude la coque. Le requin fini par arracher les poteaux métalliques. Han et Dikilla tombent à l'eau et le requin les dévore. Cole démarre le Sea King et s'éloigne abandonnant Kate qui retourne sur l'atoll à la nage. Le requin à deux têtes attaque le Sea King et le coule. Le requin repère Cole qui utilise son téléphone portable pour envoyer un signal de détresse et le dévore. Kate atteint l'atoll. Celui-ci continue de s'enfoncer dans l'eau.
Dana et Kristen sont séparées du groupe et dévorées par le requin. Un petit tsunami frappe l'île. Franklin et Anne Babish sont séparés du groupe, ils s'embrassent une dernière fois avant que le requin les dévore. Les étudiants restants nagent dans la chapelle du village à moitié effondrée pour se cacher. Le requin les attaque. Lyndsey qui a trouvé un pistolet tire sur le requin, mais en vain, il la dévore rapidement. Ethan attaque le requin avec la croix en bois géante de la chapelle, sans grand succès. Le requin dévore Liza et Michelle. Paul, Kate et Kirsten s'enfuient par la fenêtre, pendant qu'Ethan distrait le requin et se fait dévorer.
Paul, Kate et Kirsten découvrent un réservoir d'essence et attirent le requin vers lui. Kate poignarde le requin avec un couteau à plusieurs reprises et est presque dévorée. Kirsten se sacrifie pour sauver Kate, elle parvient à allumer une mèche et faire exploser le réservoir d'essence pendant que le requin la dévore. Une des têtes du requin est arrachée. Kate et Paul trouvent un des bateaux et l'enflamment. Ils se réfugient sur une partie émergée de l'atoll. Le requin attaque le bateau inoccupé. Il mord le moteur, qui explose, ce qui le tue. Un hélicoptère ayant reçu le signal de détresse envoyé par le Sea King arrive. Kate et Paul sont sauvés.

## Fiche technique
- Titre original : 2-Headed Shark Attack
- Titre français : L'Attaque du requin à deux têtes ou Sharks, silencieux et mortels
- Réalisation : Christopher Ray
- Scénario : Edward DeRuiter, H. Perry Horton
- Décors : Caley Fagerstrom
- Costumes : Alexis Forte
- Montage : Rob Pallatina
- Musique : Chris Ridenhour
- Production : David Michael Latt, David Rimawi, Paul Bales.
- Pays d'origine :  États-Unis
- Langue de tournage : anglais
- Format : couleurs
- Genre : Horreur, thriller
- Durée : 88 minutes
- Budget : 1 000 000 $
- Classification : Interdit aux moins de 16 ans

## Distribution
- Carmen Electra (V. F. : Agnès Manoury) : Anne Babish
- Charlie O'Connell (V. F. : Jérôme Keen) : Professeur Franklin Babish
- Brooke Hogan (V. F. : Nayéli Forest) : Kate
- David Gallegos (V. F. : Jean-Marco Montalto) : Paul
- Geoff Ward (V. F. : Fabien Briche) : Cole
- Mercedes Young : Liza
- Shannan Stewart (V. F. : Pascale Chemin) : Lyndsey
- Christina Norman : Dana
- Tihirah Taliaferro : Michelle
- Michael Dicarluccio : Ethan
- Lauren Vera : Jamie
- Benjamin James : Alex
- Marckenson Charles : Ryan
- Ashley Bissing : Kristen
- Corinne Nobili : Kirsten
- Anna Jackson : Haley
- Amber English : Allison
- Chase Conner : Kirk
- Collin Carmouze : Jeff
- Casey King Leslie : Mike
- Morgan Thompson : Laura
- Gerald Webb : Han
- Anthony E. Valentin : Dikilla
- Alexa Score : la première wakeboardeuse
- Tiffany Score : la deuxième wakeboardeuse

Sources et légende : Version française (V. F.) selon le carton de doublage.

## Production

### Lieux de tournage
Le film a été tourné aux Keys en Floride.

## Musique
Sauf indication contraire, les informations mentionnées dans cette section peuvent être confirmées par la base de données cinématographiques IMDb,  présente dans la section « Liens externes ».
- It's Killing Me To Live par Matthew Arner.
- More par Sy and Vero.
- Swallow Whole par Sy and Vero.
- Jungle Jam par Yoshi Miyamoto.
- Transmission par Closer to Venus.

## Analyse